# Джим Джармуш
Джим Джармуш (англ. Jim Jarmusch; нар. 22 січня 1953) — американський кінорежисер, актор, продюсер, сценарист, монтажник і композитор. Він є одним з основних представників незалежного кіно, починаючи з 1980-х. Його кінофільм «Дивніше, ніж у раю» (Stranger Than Paradise, 1984) було додано до Національного реєстру фільмів у грудні 2002 року. Як музикант, Джармуш написав музику до своїх фільмів і випустив два альбоми разом з Йозефом ван Віссемом.

## Біографія
Народився в місті Акрон, Огайо, США. Навчався на кінофакультеті Нью-Йоркського університету, проте набагато більше він отримав від практичного вивчення кіно в Паризькій сінематеці і як асистент у Ніколаса Рея та Віма Вендерса. У 1980 році він ще як напіваматор зняв фільм «Постійна відпустка». Згодом його короткометражка «Новий світ» стала повнометражним фільмом «Дивніше, ніж у раю» (Stranger Than Paradise, 1984), за який Джармуш отримав приз Каннського кінофестивалю за найкращий дебют «Золота камера» та «Золотий леопард» в Локарно. Починаючи як авангардний режисер, Джармуш поступово став частиною незалежного кіно. Найчастіше його герої — іноземці: угорці, фіни, італійці, японці, дивні люди та маргінали, що майже нічим не нагадують голлівудських стовідсоткових американців. Стиль Джармуша має в собі відбиток джазової імпровізації — вишуканий мінімалізм, чорно-білі фільми будуються як поєднання довгих, повільних епізодів, розповідь ведеться досить стихійно й у звичайній реальності вбачається щось ірраціональне та містичне.

## Фільмографія
Першим повнометражним фільмом Джармуша є його дипломна робота «Постійна відпустка». Він не отримав визнання критиків, проте ще такий похмурий та сирий, фільм уже містить багато прийомів і штрихів, притаманних наступним роботам кінорежисера, а також вважається одним з його найсамобутніших та особистих фільмів.
Першим професійним фільмом вважають стрічку «Дивніше, ніж в раю» (Stranger Than Paradise) 1984 року, яка здобула значне визнання критиків. Фільм розповідає про подорож трьох молодих людей із Лос-Анджелеса до Філадельфії через Клівленд, а також порушує багато традицій голлівудського кінематографа. «Дивніше, ніж в раю» став шедевром сучасного незалежного кіно.
У 1986 році Джармуш зняв «Down By Law» з Джоном Лурі та Томом Вейтсом, а також італійським коміком Роберто Беніньї у головній ролі. Фільм розповідає про трьох засуджених, що втекли з в'язниці в Новому Орлеані, і як і попередні роботи, знятий в чорно-білих кольорах.
Наступні два фільми знято за схожим принципом — кілька паралельних історій, які лише незначною мірою пов'язані між собою. Дія першого з них — «Таємничий поїзд» Mystery Train (1989) — відбувається у Мемфісі, у маленькому готелі та частково за його межами, а в наступному — «Ніч на Землі» (1991) — дія відбувається в п'яти великих містах світу, а головними героями цього фільму є водії таксі. Фільм починається із заходу сонця у Лос Анджелесі й закінчується зі сходом у Гельсінкі. Менш похмурий і сирий, ніж попередні роботи, «Таємничий поїзд» все ж містить у собі бачення Джармушем американської концепції. «Ніч на Землі» написаний ним майже за тиждень, для співпраці він запросив своїх друзів — Беніньї, Джейн Роуландс та Ісаака де Банколе.
1995 року з'являється «Мрець», у якому головну роль зіграв Джонні Депп. Джармуш дещо відійшов від свого стилю — фільм зачепив ширшу тематику й вийшов більш сюрреалістичним, ніж попередні роботи. Лейтмотивом «Мерця» стала проблема корінних американців і жорстокий Дикий Захід.
Після успіху й визнання критиків Джармуш здобув визнання у мейнстрім-кінематографі своїм фільмом «Собака привид: Шлях самурая». Головний герой Пес-примара, якого зіграв Форест Вітакер, поклав собі за мету керуватися в житті японським ученням хагакуре і тренувальним посібником для самураїв. Також вважають, що Джармуша на зйомки фільму надихнув знятий у 1967 році Жаном-П'єром Мельвілем Самурай. Головну роль у ньому зіграв Ален Делон. Музичний супровід до фільму написав RZA з Wu-Tang Clan.
Після п'ятирічної перерви у світ виходить «Кава та Сигарети» — збірка з одинадцяти короткометражок, у яких головні герої розмовляють на різні теми, п'ють каву й курять. До фільму ввійшли короткі речі, які Джармуш зняв протягом 20 останніх років своєї діяльності. Перша короткометражка «Strange to Meet You» побачила світ у 1986 році, у ній зіграли Роберто Беніньї та Стівен Райт. А у 1993 році вийшла «Somewhere in California» за участю Тома Вейтса та Іггі Попа.
Після фільму «Кава та сигарети» 2005 року вийшов фільм «Поламані квіти», в якому головну роль зіграв Біл Мюррей. «Межі контролю» вийшов у США у травні 2009 року. Зйомки відбувалися в Іспанії, а сам фільм після виходу отримав досить різні оцінки та відгуки. Головну роль у ньому виконав Ісаак де Банколе. Ще один фільм Джармуша — «Виживуть тільки коханці» вийшов 2013 року.
2016 року у прокат вийшла нова стрічка майстра Джармуша — «Патерсон». Прем'єрний показ в Україні відбувся 16 лютого 2017 року. Фільм розповідає про тиждень із життя водія автобуса на прізвище Патерсон, який мешкає у маленькому провінційному містечку, де просто не буває цікавих подій. Проте головний герой не помічаючи навколишньої дійсності всюди бачить поезію.

### Кінофільми
- 1980 — Постійна відпустка
- 1984 — Дивніше, ніж в раю (англ. Stranger Than Paradise)
- 1986 — Поза законом (англ. Down by Law)
- 1989 — Таємничий поїзд (англ. Mystery Train)
- 1991 — Ніч на Землі
- 1995 — Мрець
- 1999 — Пес-примара: Шлях самурая (англ. Ghost Dog: The Way of the Samurai)
- 2003 — Кава та сигарети
- 2005 — Поламані квіти (англ. Broken Flowers)
- 2009 — Межі контролю (англ. The Limits of Control)
- 2013 — Виживуть тільки коханці
- 2016 — Патерсон
- 2019 — Мертві не помирають (англ. The Dead Don't Die)
- 2025 — Батько, мати, сестра, брат